# 國民革命軍陸軍騎兵第一軍
國民革命軍騎兵第一軍，在历史上曾2次组建。

## 长城抗战组建的第1个騎兵第一軍
1928年6月，察哈尔、绥远两省地方杂牌骑兵被阎锡山收编为4个骑兵旅。1929年，阎锡山把上述4个骑兵旅扩编为4个骑兵师。1930年中原大战阎锡山战败下野，4个骑兵师被蒋介石、张学良改编为4个骑兵旅，隶属于陆军骑兵司令部。为因应长城抗战，1933年2月陆军骑兵司令部把骑兵第1、第2旅改编成骑兵第一军。
- 军长赵承绶
- 第1旅，孙长胜任旅长
- 第2旅，吕汝骥任旅长

1933年6月，骑兵第1军番号被撤消。

## 抗战期间组建的第2个騎兵第一軍
1937年8月组建骑兵第一军，1937年9月编成，隶属第二战区。
- 军长赵承绶
- 副军长白濡青（傅作义的部下）
- 骑兵第1旅，旅长彭毓斌。1938年扩编为骑兵第1师。1939年续靖夫。
- 骑兵第2旅，旅长孙长胜。1938年扩编为骑兵第2师。1939年周原健。
- 续范亭所属晋西北保安部队。

1938年，步兵第200旅（立庆祥）改隶骑兵第1军。1939年3月赵承绶升任第8集团军副总司令，白濡青升任军长。
1939年7月，步兵第200旅（1936年成立的国民兵军官教导团，团长杜文若。1938年1月改为第六十一军游击司令部，1938年11月改为第200旅）改为新编骑兵第1旅，陈济德任旅长；1940年1月新编骑兵第1旅扩编为骑兵第4师。1942年8月杨湛。1942年10月燕登榜。1945年田尚志。
1940年初温怀光代理军长，刘效增任副军长。
- 骑兵第1师，赵瑞任师长。马匹伤亡殆尽，名为骑兵师，实际已成步兵师。1941年10月韩春生代理师长，不久实任。
- 骑兵第2师，沈瑞任师长；1943年张世科代理师长。1944年6月卢鸿恩代理师长，不久实任。
- 骑兵第4师，陈济德任师长。

1943年，沈瑞代理军长，商得功任副军长。
1945年抗日战争胜利后，该军和所辖部队被裁。 